# Les Aigles (jeu)
Pour les articles homonymes, voir Les Aigles.

Les Aigles est l'un des premiers jeux de figurines en français.

Créé par Jean-Michel Hautefort et Jean-Jacques Petit et édité par Jeux Descartes, il simule les combats tactiques du Premier Empire.
Le jeu propose des planches à découper de la taille des socles des unités. Ces planches sont décorées d'images des soldats des armées française et britanniques. Actuellement, nous jouons avec des figurines en "plomb"
Outre les règles proprement dites, un livret propose des scénarios d'affrontements de la guerre d'Espagne, et des listes d'armées des principaux belligérants.
Les Aigles existent depuis plus de 27 ans[Quand ?], car si 1980 est la date de la première publication commerciale de cette règle, elle circulait sous le manteau bien avant. C’est donc une règle qui a autour de trente ans au service du jeu de simulation.
En 1990, une 2e édition commerciale est publiée. Cette version est plus complète sur certains domaines, mais elle va créer des incompréhensions et des interrogations sur beaucoup trop de points.
En effet, si la version de 1990 change certaines phases de jeu, elle modifie également certaines procédures, mais ne s’en trouve pas forcément totalement modifiée dans sa rédaction première. Si bien que pour celui qui n’avait pas eu entre les mains la première version, la seconde version de 1990 n’était pas suffisamment lisible et précise.
Il faut ajouter que les clubs, en fonction de leur compréhension et pratique, adoptaient des additifs qui modifiaient en partie ou totalement les dispositions contenues dans la règle initiale. Chaque club avait donc ses propres règles, si bien que lors des rencontres interclubs, c’était une véritable cacophonie où chacun défendait ses propres amendements sous les yeux d’un arbitre trop souvent dépassé. Il en résulta donc que chaque organisateur de tournoi imposa ses propres amendements aux participants, qui ne modifièrent pas pour autant les pratiques des clubs, créant donc obligatoirement des dissensions au sein des clubs au détriment du plaisir que doit être avant tout ce jeu.
C’est ainsi que de la règle la plus jouée dans les années 1990 tomba rapidement aux oubliettes et en désuétude, et se trouva vite remplacée par d’autres règles plus précises qui garantissaient aux joueurs une cohérence et une unité de pratique.
[Ce qui suit concerne une version non officielle et qui n'a pas fait l'objet d'une édition]
C’est en partant de ce constat qu'il a été entrepris de remettre à plat cette règle, réorganiser ses différents chapitres, mais également voulu d'en faire un ouvrage le plus complet qui soit. Il est donc le fruit de trois années de travail.
Ce travail doit permettre aux clubs de retrouver un dynamisme et surtout la convivialité, de permettre aux joueurs isolés qui jouent occasionnellement avec un ami d’avoir un document complet, qui puisse rapidement apporter les réponses les plus complètes possible aux questions qu’ils se posent lors d’une partie sur un point de désaccord.
Cette ré-écriture respecte la parfaite genèse de la règle de base ; il s’agit d’un livret qui est réalisé dans le cadre d’un contrat d’association ; il ne vise donc pas à enrichir personnellement qui que ce soit et est le résultat d’un travail collégial de bénévoles passionnés.
La Fédération Française Les Aigles propose une nouvelle version (2008) en trois livrets téléchargeables sur leur site http://lavieillegardedelaffla.overblog.com.overblog.com/sommaire.html
La Fédération Française des aigles a été dissoute en 2012-2013
Mais une association a été créé en 2017 (les aigles du 6e arrondissement de Lyon)
voici leur site https://lesaiglesdu6eme.jimdo.com/
ils proposent une version 4 qui approfondie les cas particuliers de l'infanterie notamment...